# Picrocryptoides
Picrocryptoides är ett släkte av steklar. Picrocryptoides ingår i familjen brokparasitsteklar.
Kladogram enligt Catalogue of Life:
| Picrocryptoides | \| \| Picrocryptoides hesperios \| \| \| \| \| \| Picrocryptoides willinki \| \| \| \| |
|                 | \| \| Picrocryptoides hesperios \| \| \| \| \| \| Picrocryptoides willinki \| \| \| \| |
|                 | Picrocryptoides hesperios                                                              |
|                 |                                                                                        |
|                 | Picrocryptoides willinki                                                               |
|                 |                                                                                        |